# Force One
Force One — индийский полноразмерный SUV, выпускаемый компанией Force Motors с ноября 2011 по январь 2016 года.

## Модификации
Модификации автомобиля Force One подразделялись на LX, SX и EX. Модификации LX и SX оснащались двигателем внутреннего сгорания FMTech, тогда как модификация EX оснащена двигателем внутреннего сгорания FTI BSIII. Вместимость варьируется от 6 до 7 мест.

## Особенности
Автомобиль Force One оснащался двигателями внутреннего сгорания FMTech и FTI BSIII. Трансмиссия — механическая, 5-ступенчатая.